# Бобровка (Пермский край)
Бобровка — посёлок в Чусовском городском округе Пермского края, Россия.

## Географическое положение
Расположен в северной части округа на правом берегу реки Усьва, при впадении в неё реки Бобровка, в 15 км к северо-западу по прямой от города Чусовой.

## История
С 2004 до 2019 гг. входил в состав Верхнекалинского сельского поселения Чусовского района, после упразднения этих муниципальных образований стал рядовым населенным пунктом Чусовского городского округа.
В 1961 году в Бобровке были засняты некоторые сцены фильма «Девчата», снятого режиссёром Чулюкиным по одноименной повести Бориса Бедного.

## Население
| 2010 | 2016 | 2021 |
| ---- | ---- | ---- |
| 154  | ↗157 | ↘111 |

Национальный состав
Согласно результатам переписи 2002 года, в национальной структуре населения русские составляли 86% из 220 человек.